# Беспорядки в ЮАР (2021)
Серия беспорядков и акций протеста в Южно-Африканской Республике началась вечером 9 июля 2021 года в провинции Квазулу-Натал. Вечером 11 июля 2021 года беспорядки также распространились на провинцию Гаутенг. Беспорядки начались в ответ на арест бывшего президента ЮАР Джейкоба Зумы за неуважение к суду из-за его отказа дать показания комиссии, расследующей обвинения в коррупции. Изначально беспорядки представляли из себя акции протестов сторонников Зумы в Квазулу-Натале, но позже они переросли в широкомасштабные грабежи и акты насилия в провинциях Квазулу-Натал и Гаутенг. По состоянию на 22 июля в беспорядках погибло 337 человек и 2554 были арестованы.

## Предыстория

### Экономика
Более половины населения ЮАР живёт за чертой бедности, при этом уровень безработицы составляет 32%. Экономический спад, вызванный пандемией COVID-19, усугубил кризис.

### Судебная тяжба Джейкоба Зумы
Бывший президент ЮАР Джейкоб Зума был обвинён в коррупции в марте 2018 года, в основном в связи со сделкой по поставке оружия на 30 миллиардов рэндов. С тех пор продолжалась судебная тяжба. Юристы Зумы просили предоставить больше времени, чтобы подготовиться и попытаться опровергнуть обвинения. Во время судебного разбирательства Зума неоднократно отсутствовал в суде по медицинским и финансовым причинам. Дело было передано в Конституционный суд ЮАР.

### Арест Джейкоба Зумы
29 июня 2021 года Джейкоб Зума был приговорён к 15 месяцам тюремного заключения за неуважение к суду после того, как отказался явиться в комиссию, назначенную правительством для расследования предполагаемой коррупции в течение его девяти лет пребывания в должности президента. 4 июля полиция должна была арестовать Зуму, однако 3 июля суд согласился рассмотреть его заявление 12 июля. Затем Южно-Африканской полицейской службе было приказано арестовать Зуму до 7 июля 2021 года, если он откажется сдаваться. Его сторонники собрались возле его дома с оружием, чтобы остановить арест, но 7 июля Зума сдался полиции и был заключён в исправительное учреждение «Эсткур Центр». 8 июля 2021 года министр юстиции и исправительных учреждений Рональд Ламола объявил, что Зума будет иметь право на условно-досрочное освобождение после отбытия четверти своего 15-месячного срока.
Зума обжаловал своё задержание 9 июля в Верховном суде Питермарицбурга по состоянию здоровья, но оно было отклонено. Арест Зумы вызвал жестокие протесты со стороны его сторонников в Квазулу-Натале. Лозунг протестующих гласит: «Free Jacob Zuma and shut down KZN».

## Беспорядки
9 июля 2021 года, в тот же день, когда Верховный суд Квазулу-Натала оставил в силе обвинительный приговор и приговор к тюремному заключению Джейкоба Зумы, начались беспорядки. Широко распространённые сообщения о публичном насилии, кражах со взломом, злонамеренном повреждении имущества были зарегистрированы в некоторых частях Квазулу-Натала. По меньшей мере 28 человек были арестованы, а шоссе было перекрыто. Беспорядки продолжились вечером 11 июля 2021 года, когда несколько источников новостей сообщили о выстрелах и взрывах в местных торговых центрах и жилых районах. Насилие быстро обострилось, и к утру 12 июля 2021 года, несколько компаний и торговых центров были вынуждены закрыться из-за массовых грабежей и насилия. По состоянию на 13 июля 72 человека погибли в результате беспорядков, а 1234 были арестованы.

### Подстрекательство
Дочь Джейкоба Зумы Дудузиле Зума-Самбудла входит в число тех, кто поощрял грабежи и насилие, чтобы добиться освобождения её отца. По словам государственного министра безопасности Аяндо Длодло, власти расследуют информацию о том, будут ли бывшие работники Агентства государственной безопасности и члены ANC, связанные с Джейкобом Зумой, ответственны за разжигание недавнего насилия в провинциях Квазулу-Натал и Гаутенг. Министр полиции Бхеки Челе добавил, что группа безопасности отслеживает от десяти до двенадцати человек, которые разжигали беспорядки через социальные сети. Сообщается, что бывший глава спецподразделения Агентства государственной безопасности и верный сторонник Зумы Тулани Дломо также находится под следствием по обвинению в разжигании беспорядков.

### Подавление
Первоначально Южно-Африканская полицейская служба была развёрнута в районе Нкандла для контроля количества беспорядков в этом районе. 10 и 11 июля полицейская служба сдерживала широкомасштабные грабежи и намеренные разрушения инфраструктуры. На правительство оказывалось давление с целью развернуть армию против участников беспорядков.
Утром 12 июля 2021 года в Гаутенге и Квазулу-Натале были развёрнуты Южно-Африканские национальные силы обороны.

## Реакция

### Внутри ЮАР
12 июля 2021 года президент ЮАР Сирил Рамафоса обратился к протестующим, заявив, что акты общественного насилия «редко наблюдаются» в демократической Южной Африке. Рамафоса назвал беспорядки оппортунистическими актами насилия, сославшись на отсутствие недовольства или каких-либо других политических причин, которые могут оправдать разрушения протестующих. В своей речи он особенно отметил Конституцию ЮАР, которая гарантирует право каждого на самовыражение, но заявил, что жертвами разворачивающегося насилия являются рабочие, водители грузовиков, владельцы бизнеса, которые ничего противозаконного не делали. Рамафоса также обсудил влияние беспорядков на распространение COVID-19 по стране. Он отметил, что в дальнейшем экономика ЮАР столкнётся с проблемами из-за отсутствия продовольственной и лекарственной безопасности в результате беспорядков. Также обсуждалось развёртывание Южно-Африканских национальных сил обороны для оказания помощи в прекращении беспорядков.
В тот же день Конституционный суд ЮАР отклонил предложение Джейкоба Зумы об отмене приговора к тюремному заключению. Согласно решению суда Зума должен оставаться в тюрьме.
Лидер оппозиционной партии «Демократический альянс» Джон Стинхейзен объявил, что партия выдвинет уголовные обвинения против детей Джейкоба Зумы, Дудузане Зумы и Дудузиле Зума-Самбудлы, а также лидера Борцов за экономическую свободу Джулиуса Малема за комментарии в социальных сетях, подстрекающие к насилию и грабежам. Лидер ActionSA Герман Машаба объявил отдельный коллективный судебный иск против правительства и ANC за непринятие оперативных мер по борьбе с беспорядками и грабежами. Машаба заявил, что «мы считаем, что существует более чем достаточная судебная практика, которая заслуживает серьёзного испытания и помогает нам привлечь правительство к ответственности за его умышленную неспособность обеспечить надлежащее правоприменение и защиту жизни, средств к существованию и собственности».

### Международная
13 июля 2021 года председатель Комиссии Африканского союза Мусса Факи опубликовал заявление, в котором осудил насилие в ЮАР. Он также предупредил, что беспорядки внутри страны могут угрожать стабильности во всём регионе. Организация Объединенных Наций в Южной Африке также осудила насилие и выразила поддержку правительству. Министр иностранных дел Индии Субраманьям Джайшанкар в телефонном разговоре с министром иностранных дел ЮАР Наледи Пандор выразил беспокойство в связи с сообщениями об индийских погромах.

## Последствия

### Негативное влияние на логистику
Контейнерным портам Ричардс-Бей и Дурбан пришлось прекратить работу. Контейнеры в порту Дурбан были разграблены. После нескольких нападений на грузовики было принято решение закрыть 10 июля автомагистраль N3, которая связывает порт Дурбан с Йоханнесбургом. Несколько логистических и топливных компаний заявили о принудительном временном закрытии своих операций в Квазулу-Натал, сославшись на опасения по поводу продолжающихся грабежей, угонов, поджогов грузовиков и социальных волнений, которые могут ещё больше повлиять на бизнес-операции, что увеличит расходы на устранения повреждений, вызванные ими.

Влияние беспорядков на дорожные сети
Обозначения:
Закрытая дорога
Дорога, охваченная протестами

### Нехватка еды
Повреждение транспортной инфраструктуры привело к нехватке продуктов питания, появлению очередей у продуктовых магазинов и препятствованию сбору и распределению свежих продуктов.

### Экономические убытки
12 июля южноафриканский рэнд упал на 2%, что является максимумом с 25 февраля. Основываясь на предварительном анализе, проведённом 13 июля, Ассоциация страхования особых рисков ЮАР подсчитала, что общие потери из-за ущерба и грабежей могут составить «миллиарды рэндов». На брифинге 14 июля в Дурбане, мэр муниципалитета Этеквини объявил, что было затронуто до 45 000 предприятий и 129 000 рабочих. Также было упомянуто то, что потребовалось 16 миллиардов рэндов, чтобы возместить ущерб от повреждений имущества и оборудования.

### Уничтожение частной собственности
К 12 июля было разграблено более 200 торговых центров, в том числе несколько в Соуэто. 14 июля Аптечный совет ЮАР заявил, что 90 аптек были полностью уничтожены, причём большая часть из них пострадала в Квазулу-Натале. ICASA объявило, что 113 сетевых вышек подверглись вандализму, что привело к нарушению работы сотовых сетей.

### Замедление вакцинации от COVID-19
После разграбления и разрушения собственности нескольких пунктов вакцинации против COVID-19, им пришлось закрыться, чтобы предотвратить разграбление и уничтожение имущества. Эти меры предосторожности замедлили развёртывание вакцинации для борьбы с третьей волной инфекции.